# Krakov
Pour les articles homonymes, voir Stanislav Krakov.
Krakov (en allemand : Qualisch) est une commune du district de Rakovník, dans la région de Bohême-Centrale, en République tchèque. Sa population s'élevait à 137 habitants en 2020.

## Géographie
Krakov se trouve à 11 km au sud-ouest de Rakovník et à 57 km à l'ouest de Prague.
La commune est limitée par Zavidov et Petrovice au nord, par Malinová au nord-est, par Krakovec au sud-est et au sud, et par Šípy et Všesulov à l'ouest.

## Histoire
La première mention écrite de la localité date de 1358.